# Pryconsa
Pryconsa es una empresa española dedicada a la promoción inmobiliaria de obra nueva dentro del mercado nacional español. Su fundación se remonta al año 1965 en la ciudad de Palencia, España, La sede central se encuentra en Madrid. También tiene delegaciones en Bilbao, Islas Baleares, Asturias, Guadalajara, Valladolid, Sevilla, Castilla y León y Andalucía. Está considerada como una de las principales empresas de promoción inmobiliaria del país.
Pryconsa gestiona íntegramente todas las fases de producción, que comprenden la selección de las ofertas y compra de los terrenos, el diseño de los proyectos de construcción, la promoción, venta y entrega de viviendas, así como el mantenimiento, reparaciones y el servicio de garantía posventa de las viviendas. También construye y vende edificios de viviendas destinados al alquiler.
La oferta de Pryconsa recorre desde las viviendas de primera residencia (pisos, viviendas unifamiliares, apartamentos y estudios) hasta hoteles, apartamentos y conjuntos urbanísticos de carácter turístico. Un 20% de su actividad está dedicada a locales comerciales.
El área de acción de la empresa abarca la venta de viviendas de obra nueva, el mercado terciario de locales, centros comerciales, oficinas y garajes a los que dedica el 20% de su actividad, y el sector de las residencias de la Tercera Edad, así mismo, se encarga de la gestión de cooperativas a través de Prygesa, así como la promoción de viviendas de protección oficial. 
Tras cincuenta y nueve años en el mercado de la vivienda, Pryconsa cuenta con más de 72.000 viviendas vendidas en toda España y cuenta con proyectos turísticos (en Isla Canela, Ayamonte, Huelva, donde también cuenta con 2 campos de Golf: Isla Canela Old Course e Isla Canela Links.
También ha llevado a cabo proyectos fuera de España, en la Comunidad Económica Europea y cuenta con patrimonio inmobiliario en Berlín y Lisboa.
En el área no residencial, Pryconsa cuenta con un área de negocio dedicada a la construcción de residencias de mayores: Pryconsa Senyor. 

## Mecenazgo
El compromiso social del Grupo Pryconsa se pone de manifiesto en el año 2003 con la creación de la Fundación Pryconsa, realizada bajo el mecenazgo del grupo, con la finalidad de fomentar el conocimiento del Arte. Entre otras iniciativas surge en 2021, el proyecto Emprende con Pryconsa, que ofrece locales con renta gratuita durante 3 años.

## Filiales del grupo
Prygesa, una de las filiales del grupo Pryconsa, gestiona cooperativas a precio de coste en Madrid, Bilbao, Guadalajara, Málaga, Valencia y Alicante. Además la socimi del grupo "Saint Croix Holding Immobilier" es responsable de la gestión de patrimonio; entre otras empresas el grupo cuenta con Isla Canela en Huelva y Progemisa en Extremadura entre otras.